# Megamphopus kergueleni
Megamphopus kergueleni är en kräftdjursart. Megamphopus kergueleni ingår i släktet Megamphopus och familjen Isaeidae. Inga underarter finns listade i Catalogue of Life.